# Bunaken

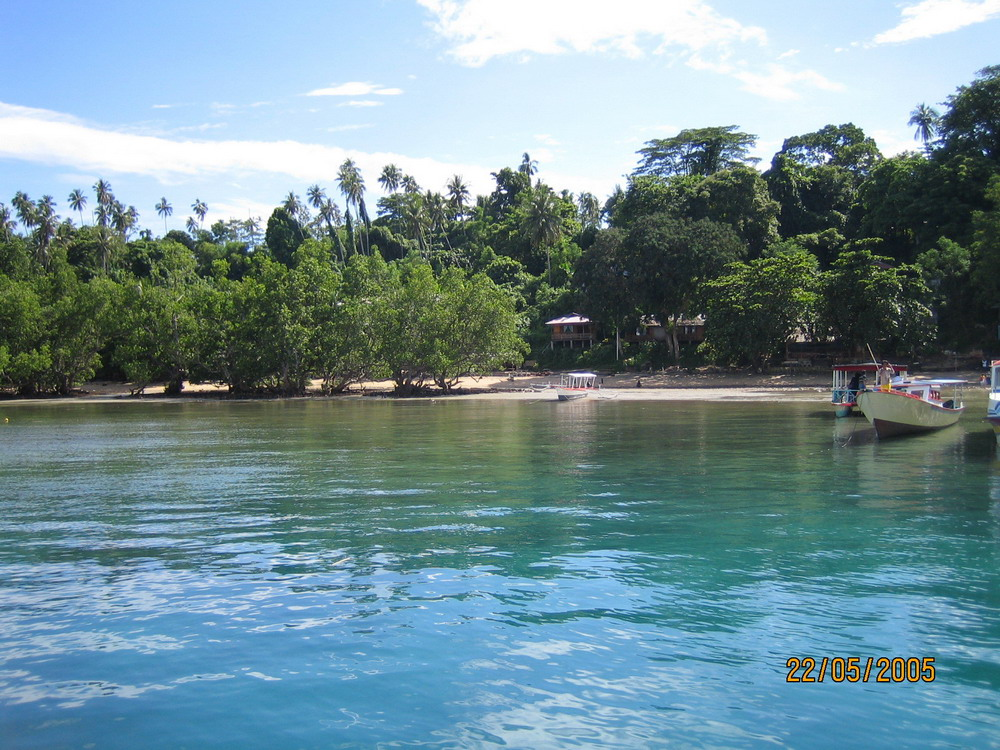
Bunaken

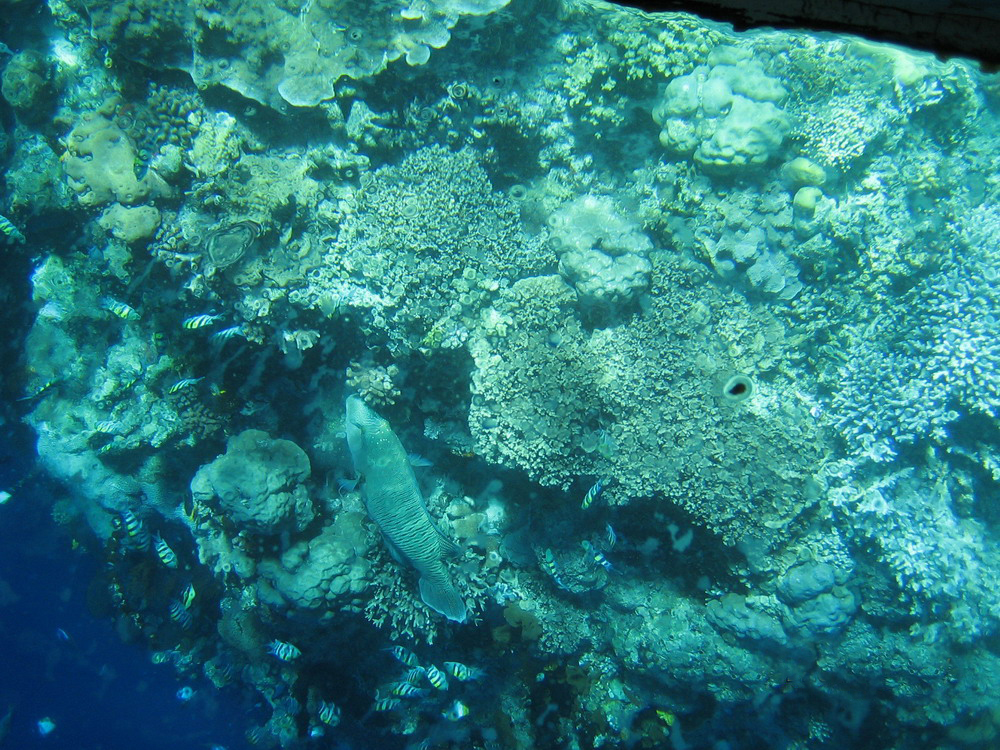
Bunakens undervattensliv.

Bunaken är en ö i Indonesien, belägen väster norra Sulawesi utanför staden Manado. Bunaken är en del av Bunaken Marina Nationalpark vilken har en mycket stor mångfald av marint liv. Bunaken lockar många sportdykare på grund av artrikedomen och den stora mängden fisk. På ön finns två byar och ett tiotal dykoperatörer.
Bunaken Marina Nationalpark bildades 1991 och var en av de första av sitt slag i Indonesien. Parken täcker en yta på 890.65 km² varav 97% består av vatten och resten av fem öar: Bunaken, Manado Tua, Mantehage, Nain och Siladen. 
Havsdjupet i Bunaken Marina Nationalpark är som störst i Manado Bay med ett havsdjup på 1566 m. 